# Silvio Augusto González
Silvio Augusto González (Guernica, 8 de juny de 1980) és un futbolista argentí, que ocupa la posició de davanter.
Ha militat en diferents equips del seu país, com Lanús, Arsenal de Sarandí o San Lorenzo. A la competició espanyola hi va jugar amb el Córdoba CF i el CD Numancia. Després de retornar al seu país, hi va tornar a Europa, a la lliga xipriota, on ha jugat amb Olympiakos Nicosia i AEL Limassol.